# Liste des monuments historiques de l'arrondissement de Lorient

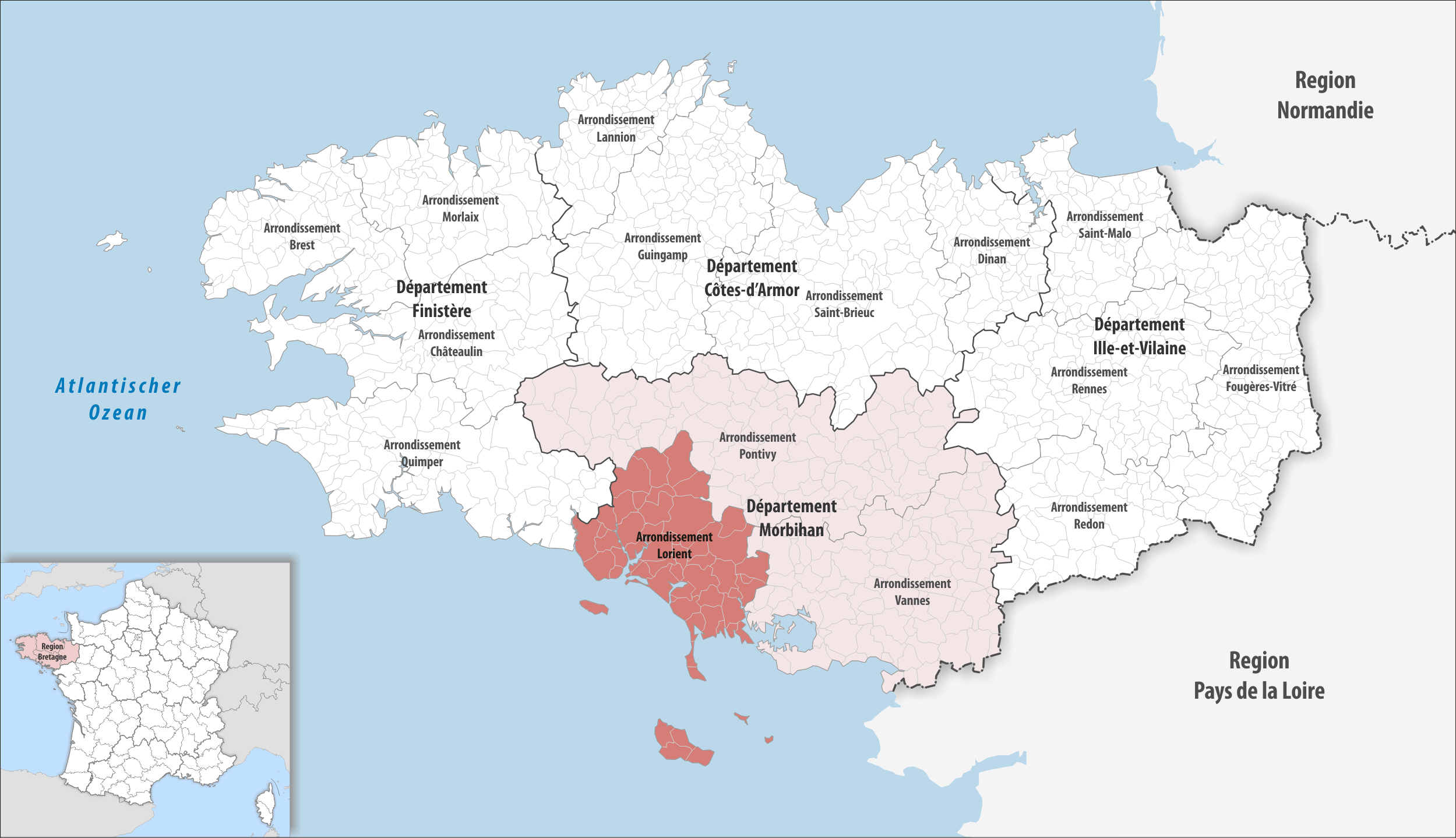
Carte de l'arrondissement de Lorient

Cet article recense les monuments historiques de l'arrondissement de Lorient, dans le département du Morbihan, en France.

## Généralités
Au 31 décembre 2009, le Morbihan compte 919 immeubles protégés au titre des monuments historiques, soit 335 classés, et 584 inscrits.
Parmi ceux-ci, 353 étaient situés dans l'arrondissement de Lorient (soit 38,4 % du total du département).
Le graphique suivant résume le nombre de premières protections par décennies :
La liste suivante les recense, organisés par commune.

## Liste
- Pour les MH de la commune d'Auray : Liste des monuments historiques d'Auray
- Pour les MH de la commune de Carnac : Liste des monuments historiques de Carnac

- Haut – A
- B
- C
- D
- E
- F
- G
- H
- I
- J
- K
- L
- M
- N
- O
- P
- Q
- R
- S
- T
- U
- V
- W
- X
- Y
- Z

| Monument | Commune                                                  | Adresse | Coordonnées                                    | Notice                                         | Protection                                     | Date                                                                           | Illustration |
| --- | -------------------------------------------------------- | --- | ---------------------------------------------- | ---------------------------------------------- | ---------------------------------------------- | ------------------------------------------------------------------------------ | --- |
| | Auray                                                    | Voir Liste des monuments historiques d'Auray                                                                          | Voir Liste des monuments historiques d'Auray   | Voir Liste des monuments historiques d'Auray   | Voir Liste des monuments historiques d'Auray   | Voir Liste des monuments historiques d'Auray                                   | Voir Liste des monuments historiques d'Auray |
| Phare de Goulphar | Bangor                                                   | | 47° 18′ 39″ nord, 3° 13′ 37″ ouest             | « PA00135278 »                                 | Inscrit Classé                                 | 1995 2011                                                                      | Phare de Goulphar |
| Station radar de Port-Coton | Bangor                                                   | | 47° 18′ 12″ nord, 3° 14′ 18″ ouest             | « PA56000026 »                                 | Inscrit                                        | 2000                                                                           | Station radar de Port-Coton |
| Chapelle Saint-Cado | Belz                                                     | Saint-Cado | 47° 41′ 12″ nord, 3° 11′ 04″ ouest             | « PA00091024 »                                 | Inscrit                                        | 1925                                                                           | Chapelle Saint-Cado |
| Dolmen de Kerlutu | Belz                                                     | Kerlutu | 47° 40′ 27″ nord, 3° 10′ 52″ ouest             | « PA00091029 »                                 | Classé                                         | 1945                                                                           | Dolmen de Kerlutu |
| Dolmen du Moulin des Oies | Belz                                                     | Rue du Moulin-des-Oies                                                                                                | 47° 40′ 55″ nord, 3° 10′ 46″ ouest             | « PA56000102 »                                 | Inscrit                                        | 2023                                                                           | Dolmen du Moulin des Oies |
| Dolmens de Kerprovost | Belz                                                     | Kerprovost | 47° 39′ 55″ nord, 3° 11′ 18″ ouest             | « PA00091025 »                                 | Classé                                         | 1945                                                                           | Dolmens de Kerprovost |
| Dolmen de Kerguéran | Belz                                                     | Kerguéran | 47° 40′ 48″ nord, 3° 11′ 13″ ouest             | « PA00091026 »                                 | Classé                                         | 1936                                                                           | Dolmen de Kerguéran |
| Dolmen de Kerhuen Est | Belz                                                     | Kerhuen | 47° 40′ 53″ nord, 3° 10′ 25″ ouest             | « PA00091028 »                                 | Classé                                         | 1921                                                                           | Dolmen de Kerhuen Est |
| Dolmen à galerie avec la base de son tumulus | Belz                                                     | Kerhuen | 47° 40′ 52″ nord, 3° 10′ 27″ ouest             | « PA00091027 »                                 | Classé                                         | 1934                                                                           | Dolmen à galerie avec la base de son tumulus |
| Dolmen de Keryargon | Belz                                                     | Keryargon | 47° 40′ 57″ nord, 3° 09′ 44″ ouest             | « PA56000101 »                                 | Inscrit                                        | 2023                                                                           | Image manquante Téléverser |
| Ensemble mégalithique de Kerdruellan | Belz                                                     | Kerdruellan | 47° 40′ 22″ nord, 3° 11′ 28″ ouest             | « PA56000060 »                                 | Classé                                         | 2008                                                                           | Ensemble mégalithique de Kerdruellan |
| Menhir d'Er Villionnec | Belz                                                     | Villionnec | 47° 39′ 53″ nord, 3° 09′ 24″ ouest             | « PA56000103 »                                 | Inscrit                                        | 2023                                                                           | Image manquante Téléverser |
| Domaine de Kerlivio Façades et toitures des châteaux neufs et vieux et des communs Colombier ; orangerie ; fontaine Mur d'enceinte avec ses portails ; parc | Brandérion (également situé sur la commune de Kervignac) | Kerlivio | 47° 47′ 28″ nord, 3° 12′ 02″ ouest             | « PA00091815 »                                 | Inscrit                                        | 1992                                                                           | Domaine de KerlivioFaçades et toitures des châteaux neufs et vieux et des communsColombier ; orangerie ; fontaineMur d'enceinte avec ses portails ; parc |
| Chapelle expiatoire du Champ-des-Martyrs avec son aménagement paysager | Brech                                                    | Le Champ des Martyrs                                                                                                  | 47° 41′ 10″ nord, 2° 59′ 27″ ouest             | « PA00091053 »                                 | Classé                                         | 1983                                                                           | Chapelle expiatoire du Champ-des-Martyrsavec son aménagement paysager |
| Chapelle Notre-Dame-de-Tréavrec | Brech                                                    | Tréavrec | 47° 44′ 20″ nord, 3° 03′ 18″ ouest             | « PA00091054 »                                 | Inscrit                                        | 1933                                                                           | Chapelle Notre-Dame-de-Tréavrec |
| Chapelle Saint-Jacques | Brech                                                    | Route de Sainte-Anne-d'Auray                                                                                          | 47° 43′ 10″ nord, 2° 59′ 35″ ouest             | « PA00091055 »                                 | Inscrit                                        | 1946                                                                           | Chapelle Saint-Jacques |
| Chapelle Saint-Quirin | Brech                                                    | Saint-Guérin | 47° 42′ 06″ nord, 3° 00′ 17″ ouest             | « PA00091056 »                                 | Classé                                         | 1993                                                                           | Chapelle Saint-Quirin |
| Chartreuse d'Auray Cloître ; réfectoire et chapelle élevée à la mémoire des victimes de Quiberon | Brech                                                    | | 47° 41′ 02″ nord, 3° 00′ 04″ ouest             | « PA00091057 »                                 | Inscrit                                        | 1928 1943                                                                      | Chartreuse d'AurayCloître ; réfectoire et chapelle élevée à la mémoire des victimes de Quiberon |
| Croix de cimetière | Brech                                                    | Le Bourg | 47° 43′ 18″ nord, 2° 59′ 50″ ouest             | « PA00091058 »                                 | Inscrit                                        | 1934                                                                           | Croix de cimetière |
| Chapelle Saint-Yves | Bubry                                                    | | 47° 55′ 28″ nord, 3° 11′ 36″ ouest             | « PA00091060 »                                 | Inscrit                                        | 1925                                                                           | Chapelle Saint-Yves |
| Croix Saint-Yves | Bubry                                                    | La Lande de Saint-Yves                                                                                                | 47° 55′ 39″ nord, 3° 11′ 34″ ouest             | « PA00091061 »                                 | Inscrit                                        | 1934                                                                           | Croix Saint-Yves |
| Site archéologique du Vieux-Saint-Yves Ensemble du site fortifié (motte castrale, basse-cour et levées de terre) | Bubry                                                    | Le Vieux-Saint-Yves                                                                                                   | 47° 55′ 45″ nord, 3° 09′ 20″ ouest             | « PA00135358 »                                 | Inscrit                                        | 1995                                                                           | Image manquante Téléverser |
| Église de la Trinité | Calan                                                    | Le Bourg | 47° 52′ 31″ nord, 3° 19′ 23″ ouest             | « PA00091066 »                                 | Classé                                         | 1930                                                                           | Église de la Trinité |
| Puits | Calan                                                    | Le Bourg | 47° 52′ 31″ nord, 3° 19′ 25″ ouest             | « PA00091067 »                                 | Inscrit                                        | 1934                                                                           | Puits |
| Alignement de Kornevec | Camors                                                   | Vieux et Jeunes Semis Cornevec Forêt de Floranges                                                                     | 47° 49′ 53″ nord, 2° 57′ 51″ ouest             | « PA00091068 »                                 | Classé                                         | 1934                                                                           | Alignement de Kornevec |
| Allée couverte de Lann-et-Vein | Camors                                                   | Lann-Penner-Boëdec | 47° 50′ 16″ nord, 2° 59′ 48″ ouest             | « PA00091069 »                                 | Classé                                         | 1972                                                                           | Allée couverte de Lann-et-Vein |
| Menhirs de l'Étoile | Camors                                                   | L'Étoile | 47° 49′ 53″ nord, 3° 01′ 23″ ouest             | « PA00091070 »                                 | Classé                                         | 1934                                                                           | Menhirs de l'Étoile |
| | Carnac                                                   | Voir Liste des monuments historiques de Carnac                                                                        | Voir Liste des monuments historiques de Carnac | Voir Liste des monuments historiques de Carnac | Voir Liste des monuments historiques de Carnac | Voir Liste des monuments historiques de Carnac                                 | Voir Liste des monuments historiques de Carnac |
| Chapelle Notre-Dame-de-Trescoët Transept | Caudan                                                   | Trescouët | 47° 49′ 40″ nord, 3° 19′ 11″ ouest             | « PA00091144 »                                 | Inscrit                                        | 1925                                                                           | Chapelle Notre-Dame-de-TrescoëtTransept |
| Chapelle Notre-Dame-de-Vérité | Caudan                                                   | Nelhouët | 47° 49′ 18″ nord, 3° 22′ 57″ ouest             | « PA00091145 »                                 | Inscrit                                        | 1934                                                                           | Chapelle Notre-Dame-de-Vérité |
| Château de Bois-Joly avec le parc | Caudan                                                   | | 47° 48′ 32″ nord, 3° 18′ 28″ ouest             | « PA56000066 »                                 | Inscrit                                        | 2007                                                                           | Image manquante Téléverser |
| Croix de Scouhel | Caudan                                                   | Rue de la Libération (initialement au hameau de Scouhel ; installée à cet emplacement dans les années 60)             | 47° 48′ 39″ nord, 3° 20′ 27″ ouest             | « PA00091146 »                                 | Inscrit                                        | 1928                                                                           | Croix de Scouhel |
| Dolmen de Nelhouët | Caudan                                                   | Nelhouët | 47° 48′ 48″ nord, 3° 22′ 44″ ouest             | « PA00091147 »                                 | Classé                                         | 1978                                                                           | Dolmen de Nelhouët |
| Fontaine de Trescoët | Caudan                                                   | Trescoët | 47° 50′ 21″ nord, 3° 19′ 05″ ouest             | « PA00091148 »                                 | Inscrit                                        | 1935                                                                           | Fontaine de Trescoët |
| Chapelle Saint-Guénaël | Cléguer                                                  | Saint-Guénaël | 47° 52′ 46″ nord, 3° 22′ 20″ ouest             | « PA00091157 »                                 | Inscrit                                        | 1973                                                                           | Chapelle Saint-Guénaël |
| Allée couverte de Luffang Tal er Roch | Crac'h                                                   | Luffang Tal er Roch                                                                                                   | 47° 36′ 48″ nord, 3° 01′ 29″ ouest             | « PA00091162 »                                 | Classé                                         | 1938                                                                           | Allée couverte de Luffang Tal er Roch |
| Aqueduc gallo-romain de Rosnarho | Crac'h                                                   | Château de Rosnarho                                                                                                   | 47° 38′ 17″ nord, 2° 58′ 13″ ouest             | « PA56000019 »                                 | Inscrit                                        | 2002                                                                           | Image manquante Téléverser |
| Dolmen de Kercado | Crac'h                                                   | Kercado | 47° 36′ 51″ nord, 2° 57′ 45″ ouest             | « PA56000111 »                                 | Inscrit                                        | 2023                                                                           | Image manquante Téléverser |
| Dolmen de Kervin-Brigitte et les vestiges de son tumulus | Crac'h                                                   | Kervin-Brigitte | 47° 39′ 02″ nord, 2° 01′ 23″ ouest             | « PA56000113 »                                 | Inscrit                                        | 2024                                                                           | Dolmen de Kervin-Brigitteet les vestiges de son tumulus |
| Dolmen de Peudrec et son tumulus | Crac'h                                                   | Peudrec | 47° 36′ 46″ nord, 3° 00′ 24″ ouest             | « PA56000109 »                                 | Inscrit                                        | 2023                                                                           | Image manquante Téléverser |
| Dolmen de la pointe de Vide-Bouteille | Crac'h                                                   | Pointe de Vide-Bouteille                                                                                              | 47° 38′ 02″ nord, 2° 57′ 48″ ouest             | « PA56000110 »                                 | Inscrit                                        | 2023                                                                           | Image manquante Téléverser |
| Domaine du Plessis-Kaër comprenant le château, le pigeonnier, la glacière, le parc, les murs maçonnés, le lavoir, la fontaine, les façades et toitures des communs | Crac'h                                                   | Plessis Kaër | 47° 38′ 41″ nord, 2° 58′ 33″ ouest             | « PA00091163 »                                 | Inscrit                                        | 2023                                                                           | Domaine du Plessis-Kaërcomprenant le château, le pigeonnier, la glacière, le parc, les murs maçonnés, le lavoir, la fontaine, les façades et toitures des communs |
| Ossuaire du cimetière | Crac'h                                                   | | 47° 37′ 04″ nord, 3° 00′ 06″ ouest             | « PA00091164 »                                 | Inscrit                                        | 1925                                                                           | Ossuaire du cimetière |
| Dolmens de Kerorang Parc Neh | Crac'h                                                   | Kerorang Parc Neh | 47° 36′ 59″ nord, 3° 01′ 02″ ouest             | « PA00091168 »                                 | Classé                                         | 1926                                                                           | Image manquante Téléverser |
| Dolmen de Kerourang | Crac'h                                                   | Kerourang | 47° 37′ 06″ nord, 3° 01′ 39″ ouest             | « PA00091165 »                                 | Classé                                         | 1938                                                                           | Image manquante Téléverser |
| Dolmen de Mané-Rohenezel | Crac'h                                                   | Mané-Rohenezel Kérantré                                                                                               | 47° 37′ 48″ nord, 2° 58′ 04″ ouest             | « PA00091166 »                                 | Classé                                         | 1938                                                                           | Dolmen de Mané-Rohenezel |
| Dolmen de la Mare | Crac'h                                                   | La Mare | 47° 36′ 51″ nord, 3° 00′ 18″ ouest             | « PA00091167 »                                 | Classé                                         | 1938                                                                           | Image manquante Téléverser |
| Dolmens de Kerantré | Crac'h                                                   | Kerantré | 47° 37′ 46″ nord, 2° 58′ 03″ ouest             | « PA56000108 »                                 | Inscrit                                        | 2023                                                                           | Image manquante Téléverser |
| Tumulus et alignement de la baie de Saint-Jean | Crac'h                                                   | Baie de Saint-Jean | 47° 37′ 14″ nord, 3° 01′ 17″ ouest             | « PA56000112 »                                 | Inscrit                                        | 2023                                                                           | Image manquante Téléverser |
| Alignement de Coët er Blei | Erdeven                                                  | Coët er Blei | 47° 37′ 54″ nord, 3° 07′ 16″ ouest             | « PA56000114 »                                 | Inscrit                                        | 2023                                                                           | Alignement de Coët er Blei |
| Alignement de Kerascouët | Erdeven                                                  | Kerascouët | 47° 38′ 27″ nord, 3° 10′ 20″ ouest             | « PA56000115 »                                 | Inscrit                                        | 2023                                                                           | Alignement de Kerascouët |
| Alignement de Mané-Bras | Erdeven                                                  | Mané-Braz | 47° 38′ 01″ nord, 3° 07′ 52″ ouest             | « PA56000116 »                                 | Inscrit                                        | 2023                                                                           | Image manquante Téléverser |
| Alignement du Narbon | Erdeven                                                  | Le Narbon | 47° 37′ 43″ nord, 3° 09′ 52″ ouest             | « PA56000117 »                                 | Inscrit                                        | 2023                                                                           | Alignement du Narbon |
| Alignements de Kerzérho et l'alignement de la Table du sacrifice | Erdeven                                                  | Les Menhirs | 47° 38′ 04″ nord, 3° 08′ 55″ ouest             | « PA00091179 »                                 | Classé                                         | 1862                                                                           | Alignements de Kerzérhoet l'alignement de la Table du sacrifice |
| Chapelle de Langroës Porte sud aujourd'hui murée | Erdeven                                                  | Le Bourg | 47° 38′ 29″ nord, 3° 09′ 18″ ouest             | « PA00091180 »                                 | Inscrit                                        | 1927                                                                           | Chapelle de LangroësPorte sud aujourd'hui murée |
| Château de Kéravéon Colombier et portail d'entrée | Erdeven                                                  | Kéravéon | 47° 38′ 55″ nord, 3° 08′ 48″ ouest             | « PA00091181 »                                 | Inscrit                                        | 1941                                                                           | Château de KéravéonColombier et portail d'entrée |
| Dolmen de Kerhille Gadouéric | Erdeven                                                  | Kerhille Gadouéric Tenat Tenneguer                                                                                    | 47° 38′ 32″ nord, 3° 09′ 16″ ouest             | « PA00091182 »                                 | Classé                                         | 1936                                                                           | Image manquante Téléverser |
| Dolmen de Kerangré | Erdeven                                                  | Kerangré Tenat de Kerascouet                                                                                          | 47° 38′ 34″ nord, 3° 10′ 26″ ouest             | « PA00091183 »                                 | Classé                                         | 1936                                                                           | Dolmen de Kerangré |
| Dolmen de Mané-Groh | Erdeven                                                  | Lann er croch | 47° 37′ 42″ nord, 3° 07′ 13″ ouest             | « PA00091185 »                                 | Classé                                         | 1889                                                                           | Dolmen de Mané-Groh |
| Dolmens de Lann-Mané-Bras | Erdeven                                                  | Lann-Mané-Bras | 47° 38′ 04″ nord, 3° 07′ 54″ ouest             | « PA00091184 »                                 | Classé                                         | 1923                                                                           | Dolmens de Lann-Mané-Bras |
| Dolmens de Mané-Bras | Erdeven                                                  | Lann er Croch | 47° 38′ 03″ nord, 3° 07′ 54″ ouest             | « PA00091186 »                                 | Classé                                         | 1921                                                                           | Dolmens de Mané-Bras |
| Manoir de Kercadio | Erdeven                                                  | Kercadio | 47° 38′ 30″ nord, 3° 08′ 16″ ouest             | « PA56000016 »                                 | Inscrit                                        | 1998                                                                           | Manoir de Kercadio |
| Menhir du Léry | Erdeven                                                  | Le Léry | 47° 39′ 34″ nord, 3° 07′ 56″ ouest             | « PA56000118 »                                 | Inscrit                                        | 2023                                                                           | Image manquante Téléverser |
| Menhir de Men Glas | Erdeven                                                  | Men-Glas | 47° 37′ 59″ nord, 3° 09′ 08″ ouest             | « PA56000119 »                                 | Inscrit                                        | 2023                                                                           | Menhir de Men Glas |
| Menhir de Men Plat | Erdeven                                                  | Men-Plat | 47° 38′ 07″ nord, 3° 10′ 27″ ouest             | « PA56000121 »                                 | Inscrit                                        | 2023                                                                           | Menhir de Men Plat |
| Tertre et cistes du Pusso | Erdeven                                                  | Bovelane | 47° 37′ 50″ nord, 3° 06′ 59″ ouest             | « PA56000120 »                                 | Inscrit                                        | 2023                                                                           | Image manquante Téléverser |
| Tertre de Lannec er Gadouer | Erdeven                                                  | | 47° 37′ 50″ nord, 3° 07′ 13″ ouest             | « PA56000141 »                                 | Inscrit                                        | 2023                                                                           | Image manquante Téléverser |
| Tumulus de Run-er-Sinzen | Erdeven                                                  | Les Sept Saints | 47° 39′ 09″ nord, 3° 10′ 42″ ouest             | « PA00091187 »                                 | Classé                                         | 1926                                                                           | Tumulus de Run-er-Sinzen |
| Station de sauvetage en mer Abri du canot et système de mise à l'eau | Étel                                                     | | 47° 39′ 18″ nord, 3° 12′ 24″ ouest             | « PA56000067 »                                 | Inscrit                                        | 2008                                                                           | Station de sauvetage en merAbri du canot et système de mise à l'eau |
| Dolmen de Goëren | Gâvres                                                   | Goëren | 47° 41′ 51″ nord, 3° 21′ 15″ ouest             | « PA00091199 »                                 | Classé                                         | 1965                                                                           | Dolmen de Goëren |
| Fort de Porh-Puns | Gâvres                                                   | | 47° 41′ 27″ nord, 3° 21′ 41″ ouest             | « PA56000083 »                                 | Inscrit                                        | 15 septembre 2017,                                                             | Fort de Porh-Puns |
| Camp gaulois de la pointe de Kervédan | Groix                                                    | Lann Kervédan | 47° 38′ 24″ nord, 3° 30′ 19″ ouest             | « PA00091222 »                                 | Classé                                         | 1951                                                                           | Camp gaulois de la pointe de Kervédan |
| Dolmen de Vagouar-Huen | Groix                                                    | Mez-Vagouer-Huen | 47° 37′ 27″ nord, 3° 25′ 55″ ouest             | « PA00091223 »                                 | Classé                                         | 1966                                                                           | Dolmen de Vagouar-Huen |
| Dolmens Men Cam et Men Yann | Groix                                                    | Lann-Kerlard | 47° 38′ 06″ nord, 3° 29′ 09″ ouest             | « PA00091224 »                                 | Classé                                         | 1969                                                                           | Dolmens Men Cam et Men Yann |
| Menhir de Mez-Kerlard | Groix                                                    | Mez Kerlard | 47° 38′ 21″ nord, 3° 29′ 43″ ouest             | « PA00091225 »                                 | Classé                                         | 1970                                                                           | Menhir de Mez-Kerlard |
| Phare de Pen-Men ainsi que l'enclos, les façades et toitures des bâtiments annexes - incluant le bâtiment de la sirène de brume | Groix                                                    | | 47° 38′ 51″ nord, 3° 30′ 33″ ouest             | « PA56000073 »                                 | Inscrit                                        | 2015,                                                                          | Phare de Pen-Menainsi que l'enclos, les façades et toitures des bâtiments annexes - incluant le bâtiment de la sirène de brume |
| Chapelle Saint-Mathieu Inscription datée de 1497 surmontant la porte sud du transept | Guidel                                                   | Saint-Mathieu | 47° 45′ 24″ nord, 3° 28′ 59″ ouest             | « PA00091258 »                                 | Inscrit                                        | 1934                                                                           | Chapelle Saint-MathieuInscription datée de 1497 surmontant la porte sud du transept |
| Fort du Loch | Guidel                                                   | Guidel Plage | 47° 45′ 05″ nord, 3° 30′ 33″ ouest             | « PA00091259 »                                 | Inscrit                                        | 1960                                                                           | Fort du Loch |
| Abbaye de la Joie Porterie ; façades, toitures et escaliers du logis abbatial ; façades et toitures des communs | Hennebont                                                | | 47° 48′ 51″ nord, 3° 16′ 54″ ouest             | « PA00091277 »                                 | Classé Inscrit                                 | 1921 1995                                                                      | Abbaye de la JoiePorterie ; façades, toitures et escaliers du logis abbatial ; façades et toitures des communs |
| Chapelle Saint-Gunthiern de Locoyarn | Hennebont                                                | Locoyarn | 47° 47′ 10″ nord, 3° 17′ 23″ ouest             | « PA00091278 »                                 | Classé                                         | 1993                                                                           | Image manquante Téléverser |
| Château du Bot Façades et toitures ; pièces décorées par Ambroise Baudry (vestibule, escalier et cage jusqu'au palier de l'étage, salle de billard, salon, grand salon et salle à manger) | Hennebont                                                | le Bot | 47° 48′ 41″ nord, 3° 17′ 52″ ouest             | « PA56000061 »                                 | Inscrit                                        | 2007                                                                           | Château du BotFaçades et toitures ; pièces décorées par Ambroise Baudry(vestibule, escalier et cage jusqu'au palier de l'étage, salle de billard, salon, grand salon et salle à manger) |
| Église Notre-Dame-de-Paradis et ses abords : square et ancien cimetière | Hennebont                                                | Le Bourg | 47° 48′ 19″ nord, 3° 16′ 31″ ouest             | « PA00091279 »                                 | Classé                                         | 1862 1939                                                                      | Église Notre-Dame-de-Paradiset ses abords : square et ancien cimetière |
| Église Saint-Gilles-des-Champs et le sol d'assiete du placître | Hennebont                                                | Rue du 19-mars-1962 Saint-Gilles                                                                                      | 47° 48′ 36″ nord, 3° 14′ 33″ ouest             | « PA56000088 »                                 | Inscrit                                        | 2019                                                                           | Image manquante Téléverser |
| Haras national à l'exclusion du bâtiment construit en 1986 | Hennebont                                                | Rue Victor-Hugo | 47° 48′ 36″ nord, 3° 16′ 29″ ouest             | « PA00135279 »                                 | Inscrit                                        | 1995                                                                           | Haras nationalà l'exclusion du bâtiment construit en 1986 |
| Hôtel de Kerret Façades et toitures | Hennebont                                                | 24 place Foch | 47° 48′ 18″ nord, 3° 16′ 33″ ouest             | « PA00091280 »                                 | Inscrit                                        | 1939                                                                           | Hôtel de KerretFaçades et toitures |
| Maison Façades et toitures | Hennebont                                                | 1 rue de la Paix | 47° 48′ 20″ nord, 3° 16′ 48″ ouest             | « PA00091282 »                                 | Inscrit                                        | 1934                                                                           | MaisonFaçades et toitures |
| Maison Bas-relief (Annonciation) encastré dans la façade | Hennebont                                                | 1 rue du Docteur-Thomas                                                                                               | 47° 48′ 19″ nord, 3° 16′ 28″ ouest             | « PA00091281 »                                 | Inscrit                                        | 1934                                                                           | MaisonBas-relief (Annonciation) encastré dans la façade |
| Maison Façade | Hennebont                                                | 11 rue Vieille-Ville                                                                                                  | 47° 48′ 09″ nord, 3° 16′ 49″ ouest             | « PA00091285 »                                 | Inscrit                                        | 1925                                                                           | MaisonFaçade |
| Maison Façade | Hennebont                                                | 12 rue Vieille-Ville                                                                                                  | 47° 48′ 09″ nord, 3° 16′ 49″ ouest             | « PA00091286 »                                 | Inscrit                                        | 1925                                                                           | MaisonFaçade |
| Maison Façade | Hennebont                                                | 13 rue Vieille-Ville                                                                                                  | 47° 48′ 08″ nord, 3° 16′ 49″ ouest             | « PA00091287 »                                 | Inscrit                                        | 1925                                                                           | MaisonFaçade |
| Maison Façade | Hennebont                                                | 3 place Vieille-Ville                                                                                                 | 47° 48′ 07″ nord, 3° 16′ 49″ ouest             | « PA00091288 »                                 | Inscrit                                        | 1925                                                                           | MaisonFaçade |
| Maison Façade sur rue | Hennebont                                                | 7 rue Trottier 18 rue Neuve                                                                                           | 47° 48′ 20″ nord, 3° 16′ 41″ ouest             | « PA00091283 »                                 | Inscrit                                        | 1925                                                                           | MaisonFaçade sur rue |
| Maison Façade | Hennebont                                                | 9 rue Vieille-Ville                                                                                                   | 47° 48′ 08″ nord, 3° 16′ 49″ ouest             | « PA00091284 »                                 | Inscrit                                        | 1925                                                                           | MaisonFaçade |
| Passerelle | Hennebont                                                | Rue Launay | à géolocaliser                                 | « PA00091289 »                                 | Inscrit                                        | 1925                                                                           | Passerelle |
| Porte de Broérech avec les tours qui la flanquent | Hennebont                                                | Rue de la Prison | 47° 48′ 19″ nord, 3° 16′ 43″ ouest             | « PA00091290 »                                 | Classé                                         | 1916                                                                           | Porte de Broérechavec les tours qui la flanquent |
| Puits Ferré | Hennebont                                                | Rue du Maréchal Joffre                                                                                                | 47° 48′ 21″ nord, 3° 16′ 38″ ouest             | « PA00091291 »                                 | Inscrit                                        | 1928                                                                           | Puits Ferré |
| Remparts | Hennebont                                                | | 47° 48′ 17″ nord, 3° 16′ 46″ ouest             | « PA00091292 »                                 | Classé                                         | 1941 1947                                                                      | Remparts |
| Dolmen de la Croix et menhir de la Vierge | Hœdic                                                    | | 47° 20′ 24″ nord, 2° 52′ 05″ ouest             | « PA00091293 »                                 | Classé                                         | 1926                                                                           | Dolmen de la Croix et menhir de la Vierge |
| Fort | Hœdic                                                    | | 47° 20′ 18″ nord, 2° 52′ 24″ ouest             | « PA56000027 »                                 | Inscrit                                        | 2000                                                                           | Fort |
| Phare de Grands-Cardinaux | Hœdic                                                    | | 47° 19′ 16″ nord, 2° 50′ 06″ ouest             | « PA56000092 »                                 | Inscrit                                        | 10 juin 2020                                                                   | Phare de Grands-Cardinaux |
| Batterie d'En Tal | Houat                                                    | En Tal | 47° 23′ 35″ nord, 2° 56′ 30″ ouest             | « PA56000028 »                                 | Inscrit                                        | 2000                                                                           | Batterie d'En Tal |
| Dolmen de Bod-en-Lann-Vras | Houat                                                    | | 47° 23′ 16″ nord, 2° 57′ 33″ ouest             | « PA00091294 »                                 | Classé                                         | 1931                                                                           | Image manquante Téléverser |
| Dolmen de Stang-Vras | Houat                                                    | | 47° 23′ 46″ nord, 2° 59′ 06″ ouest             | « PA00091295 »                                 | Classé                                         | 1931                                                                           | Image manquante Téléverser |
| Er Yoc'h Îlot renfermant des vestiges préhistoriques | Houat                                                    | | 47° 23′ 21″ nord, 2° 56′ 16″ ouest             | « PA00091296 »                                 | Classé                                         | 1927                                                                           | Er Yoc'hÎlot renfermant des vestiges préhistoriques |
| Fort | Houat                                                    | Er Prad | 47° 23′ 16″ nord, 2° 57′ 44″ ouest             | « PA56000029 »                                 | Inscrit                                        | 2000                                                                           | Image manquante Téléverser |
| Menhir de Bar-Kreiz | Houat                                                    | Bar-Kreiz | 47° 23′ 41″ nord, 2° 59′ 27″ ouest             | « PA00091297 »                                 | Classé                                         | 1931                                                                           | Image manquante Téléverser |
| Menhir de Men-Guen | Houat                                                    | Men-Guen | 47° 23′ 25″ nord, 2° 58′ 04″ ouest             | « PA00091298 »                                 | Classé                                         | 1931                                                                           | Image manquante Téléverser |
| Menhir de Parc-er-Menhir | Houat                                                    | Parc-er-Menhir | 47° 23′ 23″ nord, 2° 57′ 46″ ouest             | « PA00091299 »                                 | Classé                                         | 1931                                                                           | Menhir de Parc-er-Menhir |
| Menhirs de Men-Plat | Houat                                                    | Men-Plat | 47° 23′ 24″ nord, 2° 57′ 11″ ouest             | « PA00091300 »                                 | Classé                                         | 1931                                                                           | Image manquante Téléverser |
| Réduit de Béniguet | Houat                                                    | | 47° 24′ 05″ nord, 2° 59′ 30″ ouest             | « PA56000030 »                                 | Inscrit                                        | 2000                                                                           | Réduit de Béniguet |
| Tumulus d'er-Stangvras | Houat                                                    | Er-Stangvras | 47° 23′ 46″ nord, 2° 59′ 06″ ouest             | « PA00091301 »                                 | Classé                                         | 1931                                                                           | Image manquante Téléverser |
| Calvaire de la croix de Lochrist | Inguiniel                                                | Lochrist | 47° 57′ 49″ nord, 3° 14′ 28″ ouest             | « PA00091306 »                                 | Inscrit                                        | 1933                                                                           | Calvaire de la croix de Lochrist |
| Chapelle de Locmaria | Inguiniel                                                | Locmaria | 47° 57′ 45″ nord, 3° 15′ 20″ ouest             | « PA00091307 »                                 | Inscrit                                        | 1934                                                                           | Chapelle de Locmaria |
| Chapelle Saint-Claude et son calvaire | Inguiniel                                                | Saint-Claude | 47° 56′ 32″ nord, 3° 13′ 45″ ouest             | « PA00091308 »                                 | Inscrit                                        | 1974                                                                           | Chapelle Saint-Claudeet son calvaire |
| Dolmen du Bünz | Inzinzac-Lochrist                                        | Parc-Lann-Groëz | 47° 49′ 57″ nord, 3° 14′ 57″ ouest             | « PA00091309 »                                 | Classé                                         | 1979                                                                           | Image manquante Téléverser |
| Dolmen de Tri-Men-de-Castello | Kervignac                                                | Tri-Men-de-Castello                                                                                                   | 47° 47′ 45″ nord, 3° 13′ 47″ ouest             | « PA00091327 »                                 | Inscrit                                        | 1934                                                                           | Dolmen de Tri-Men-de-Castello |
| Chapelle Notre-Dame de La Clarté | Kervignac                                                | Locadour | 47° 45′ 33″ nord, 3° 16′ 04″ ouest             | « PA00091328 »                                 | Inscrit                                        | 1925                                                                           | Chapelle Notre-Dame de La Clarté |
| Croix armoriée de Kério | Kervignac                                                | Kerrio | 47° 47′ 28″ nord, 3° 15′ 46″ ouest             | « PA00091329 »                                 | Inscrit                                        | 1934                                                                           | Croix armoriée de Kério |
| Domaine de Kerlivio Parc | Kervignac (également situé sur la commune de Brandérion) | | 47° 47′ 28″ nord, 3° 12′ 02″ ouest             | « PA00091816 »                                 | Inscrit                                        | 1992                                                                           | Domaine de KerlivioParc |
| Église Saint-Théleau Façade occidentale | Landaul                                                  | Place de l'Église | 47° 44′ 53″ nord, 3° 04′ 31″ ouest             | « PA00091330 »                                 | Inscrit                                        | 1925                                                                           | Église Saint-ThéleauFaçade occidentale |
| Lech de Langonbrach | Landaul                                                  | Langonbrach | 47° 44′ 31″ nord, 3° 07′ 07″ ouest             | « PA00091331 »                                 | Classé                                         | 1942                                                                           | Lech de Langonbrach |
| Chapelle de Locmaria-er-Hoët | Landévant                                                | Locmaria-er-Hoët | 47° 45′ 29″ nord, 3° 05′ 22″ ouest             | « PA00091332 »                                 | Inscrit                                        | 1925                                                                           | Chapelle de Locmaria-er-Hoët |
| Usine de salaison gallo-romaine du Resto Vestiges | Lanester                                                 | le Resto | 47° 46′ 23″ nord, 3° 17′ 30″ ouest             | « PA56000031 »                                 | Inscrit                                        | 2000                                                                           | Usine de salaison gallo-romaine du RestoVestiges |
| Alignements du Grand Resto et de Kersolan | Languidic                                                | Lann-Vras Kersolan | 47° 50′ 37″ nord, 3° 04′ 48″ ouest             | « PA00091343 »                                 | Classé                                         | 1967                                                                           | Alignements du Grand Resto et de Kersolan |
| Chapelle Notre-Dame-des-Fleurs | Languidic                                                | Place de la Chapelle-des-Fleurs                                                                                       | 47° 49′ 55″ nord, 3° 09′ 22″ ouest             | « PA00091344 »                                 | Classé                                         | 1922                                                                           | Chapelle Notre-Dame-des-Fleurs |
| Maison Façade | Languidic                                                | 11, place du Général-de-Gaulle                                                                                        | 47° 50′ 01″ nord, 3° 09′ 25″ ouest             | « PA00091345 »                                 | Inscrit                                        | 1927                                                                           | MaisonFaçade |
| Croix de cimetière | Lanvaudan                                                | Le Bourg | 47° 53′ 58″ nord, 3° 15′ 45″ ouest             | « PA00091350 »                                 | Inscrit                                        | 1934                                                                           | Croix de cimetière |
| Fontaine Saint-Roch et son enceinte | Lanvaudan                                                | Le Bourg | 47° 53′ 48″ nord, 3° 16′ 09″ ouest             | « PA00091351 »                                 | Inscrit                                        | 1933                                                                           | Fontaine Saint-Rochet son enceinte |
| Puits et niche du Lion | Lanvaudan                                                | Place Principale | 47° 53′ 59″ nord, 3° 15′ 45″ ouest             | « PA00091352 »                                 | Inscrit                                        | 1934                                                                           | Puits et niche du Lion |
| Croix de Kergouledec | Larmor-Plage                                             | Kergouledec | 47° 43′ 17″ nord, 3° 24′ 02″ ouest             | « PA00091358 »                                 | Inscrit                                        | 1928                                                                           | Croix de Kergouledec |
| Église Notre-Dame | Larmor-Plage                                             | Place Notre-Dame | 47° 42′ 20″ nord, 3° 22′ 58″ ouest             | « PA00091359 »                                 | Classé                                         | 1990                                                                           | Église Notre-Dame |
| Fontaine Notre-Dame | Larmor-Plage                                             | Rue Beg-Tal-Men | 47° 42′ 19″ nord, 3° 23′ 02″ ouest             | « PA00091360 »                                 | Inscrit                                        | 1933                                                                           | Fontaine Notre-Dame |
| Ensemble fortifié de La Ferrière | Locmaria                                                 | | 47° 19′ 00″ nord, 3° 06′ 19″ ouest             | « PA56000050 »                                 | Inscrit                                        | 2001                                                                           | Ensemble fortifié de La Ferrière |
| Fort du Bugull | Locmaria                                                 | | 47° 19′ 25″ nord, 3° 06′ 51″ ouest             | « PA56000035 »                                 | Inscrit                                        | 2000                                                                           | Fort du Bugull |
| Fortin de Port-Maria Cheminée en pierre ornée de deux atlantes provenant du château de Rimaison à Bieuzy | Locmaria                                                 | Port-Maria | 47° 17′ 39″ nord, 3° 04′ 38″ ouest             | « PA00091377 »                                 | Classé                                         | 1953                                                                           | Fortin de Port-MariaCheminée en pierre ornée de deux atlantes provenant du château de Rimaison à Bieuzy |
| Réduit de Kerdonis | Locmaria                                                 | | 47° 18′ 31″ nord, 3° 03′ 27″ ouest             | « PA56000037 »                                 | Inscrit                                        | 2000                                                                           | Réduit de Kerdonis |
| Réduit de La Biche | Locmaria                                                 | | 47° 18′ 56″ nord, 3° 05′ 22″ ouest             | « PA56000032 »                                 | Inscrit                                        | 2000                                                                           | Réduit de La Biche |
| Réduit de la Pointe-d'Arzic | Locmaria                                                 | | 47° 17′ 15″ nord, 3° 04′ 32″ ouest             | « PA56000034 »                                 | Inscrit                                        | 2000                                                                           | Réduit de la Pointe-d'Arzic |
| Réduit de Port-Maria | Locmaria                                                 | | 47° 17′ 39″ nord, 3° 04′ 38″ ouest             | « PA56000033 »                                 | Inscrit                                        | 2000                                                                           | Réduit de Port-Maria |
| Tour-modèle de Port-Andro | Locmaria                                                 | Le Fort-André | 47° 18′ 23″ nord, 3° 03′ 52″ ouest             | « PA56000036 »                                 | Inscrit                                        | 2000                                                                           | Tour-modèle de Port-Andro |
| Alignements de Kerpenhir et de Men Letionec et menhir du Goémorent | Locmariaquer                                             | Pointe de Kerpenhir                                                                                                   | 47° 33′ 29″ nord, 2° 55′ 29″ ouest             | « PA56000127 »                                 | Inscrit                                        | 2023                                                                           | Image manquante Téléverser |
| Croix de cimetière | Locmariaquer                                             | Route d'Auray | 47° 34′ 16″ nord, 2° 56′ 53″ ouest             | « PA00091379 »                                 | Inscrit                                        | 1939                                                                           | Croix de cimetière |
| Dolmen d'Er Houel | Locmariaquer                                             | Pointe d'Er Houel | 47° 33′ 14″ nord, 2° 57′ 45″ ouest             | « PA56000128 »                                 | Inscrit                                        | 2023                                                                           | Dolmen d'Er Houel |
| Dolmen de Kercadoret | Locmariaquer                                             | Kercadoret | 47° 35′ 23″ nord, 2° 58′ 42″ ouest             | « PA00091380 »                                 | Classé                                         | 1929                                                                           | Dolmen de Kercadoret |
| Dolmen de Kerdaniel | Locmariaquer                                             | Kerdaniel-er-Roch | 47° 36′ 01″ nord, 2° 58′ 37″ ouest             | « PA00091382 »                                 | Classé                                         | 1938                                                                           | Dolmen de Kerdaniel |
| Dolmen à galerie dans la base d'un tumulus circulaire à Kerdaniel | Locmariaquer                                             | Kerdaniel | 47° 36′ 00″ nord, 2° 58′ 38″ ouest             | « PA00091381 »                                 | Classé                                         | 1938                                                                           | Dolmen à galerie dans la base d'un tumulus circulaire à Kerdaniel |
| Dolmen de Kerlud | Locmariaquer                                             | Kerlud | 47° 34′ 01″ nord, 2° 57′ 23″ ouest             | « PA00091383 »                                 | Classé                                         | 1927                                                                           | Dolmen de Kerlud |
| Dolmen de Kerveresse | Locmariaquer                                             | Kerveresse Scarpoch                                                                                                   | 47° 34′ 54″ nord, 2° 57′ 47″ ouest             | « PA00091384 »                                 | Classé                                         | 1889                                                                           | Dolmen de Kerveresse |
| Dolmen du Mané-Rutual | Locmariaquer                                             | Le Bronzo | 47° 34′ 09″ nord, 2° 56′ 52″ ouest             | « PA00091387 »                                 | Classé                                         | 1889                                                                           | Dolmen du Mané-Rutual |
| Dolmen de Saint-Pierre-Lopérec | Locmariaquer                                             | Saint-Pierre-Lopérec                                                                                                  | 47° 34′ 00″ nord, 2° 58′ 17″ ouest             | « PA56000129 »                                 | Inscrit                                        | 2023                                                                           | Dolmen de Saint-Pierre-Lopérec |
| Église Notre-Dame et son placître | Locmariaquer                                             | Le Bourg | 47° 34′ 09″ nord, 2° 56′ 38″ ouest             | « PA00091388 »                                 | Inscrit                                        | 2023                                                                           | Église Notre-Dameet son placître |
| Grand menhir brisé d'Er Grah | Locmariaquer                                             | Le Bourg | 47° 34′ 17″ nord, 2° 57′ 01″ ouest             | « PA00091390 »                                 | Classé                                         | 1889                                                                           | Grand menhir brisé d'Er Grah |
| Menhir couché du Bronso | Locmariaquer                                             | Le Bronzo | 47° 34′ 12″ nord, 2° 56′ 51″ ouest             | « PA00091389 »                                 | Classé                                         | 1938                                                                           | Menhir couché du Bronso |
| Menhir de Mein Er Mere | Locmariaquer                                             | Groh-er-Menach | 47° 34′ 20″ nord, 2° 56′ 35″ ouest             | « PA56000130 »                                 | Inscrit                                        | 2023                                                                           | Menhir de Mein Er Mere |
| Les Pierres Plates | Locmariaquer                                             | Les Pierres Plates | 47° 33′ 24″ nord, 2° 57′ 03″ ouest             | « PA00091385 »                                 | Classé                                         | 1889                                                                           | Les Pierres Plates |
| Table des Marchand | Locmariaquer                                             | Le Bourg | 47° 34′ 18″ nord, 2° 56′ 59″ ouest             | « PA00091386 »                                 | Classé                                         | 1889                                                                           | Table des Marchand |
| Tumulus d'Er Grah | Locmariaquer                                             | Er-Grah-Elevatum | 47° 34′ 20″ nord, 2° 57′ 02″ ouest             | « PA00091391 »                                 | Classé                                         | 1935                                                                           | Tumulus d'Er Grah |
| Tumulus du Mané-Lud | Locmariaquer                                             | Le Nélud | 47° 34′ 26″ nord, 2° 57′ 03″ ouest             | « PA00091393 »                                 | Classé                                         | 1889                                                                           | Tumulus du Mané-Lud |
| Tumulus du Ruyk | Locmariaquer                                             | Kerpenhir | 47° 33′ 46″ nord, 2° 56′ 18″ ouest             | « PA00091392 »                                 | Classé                                         | 1889                                                                           | Tumulus du Ruyk |
| Allée couverte de Mané-Bras | Locoal-Mendon                                            | | 47° 41′ 21″ nord, 3° 07′ 01″ ouest             | « PA00091397 »                                 | Classé                                         | 1921                                                                           | Allée couverte de Mané-Bras |
| Croix du Moustoir | Locoal-Mendon                                            | Le Moustoir | 47° 41′ 14″ nord, 3° 05′ 32″ ouest             | « PA00091401 »                                 | Inscrit                                        | 1937                                                                           | Croix du Moustoir |
| Croix de Pen-er-Pont | Locoal-Mendon                                            | Locoal | 47° 43′ 12″ nord, 3° 09′ 18″ ouest             | « PA00091403 »                                 | Inscrit                                        | 1935                                                                           | Croix de Pen-er-Pont |
| Dolmen de Mané-er-Loh | Locoal-Mendon                                            | | 47° 41′ 30″ nord, 3° 06′ 57″ ouest             | « PA00091399 »                                 | Classé                                         | 1921                                                                           | Dolmen de Mané-er-Loh |
| Dolmen de Locqueltas | Locoal-Mendon                                            | | 47° 40′ 16″ nord, 3° 06′ 49″ ouest             | « PA00091398 »                                 | Classé                                         | 1921                                                                           | Dolmen de Locqueltas |
| Église Saint-Pierre Porche et chevet | Locoal-Mendon                                            | Mendon | 47° 42′ 41″ nord, 3° 06′ 22″ ouest             | « PA00091400 »                                 | Inscrit                                        | 1925                                                                           | Église Saint-PierrePorche et chevet |
| Lech de Men-er-Menah | Locoal-Mendon                                            | | 47° 43′ 12″ nord, 3° 09′ 18″ ouest             | « PA00091404 »                                 | Inscrit                                        | 1937                                                                           | Lech de Men-er-Menah |
| Lech de Pen-er-Pont | Locoal-Mendon                                            | C.V. de Mendon à Locoal                                                                                               | 47° 42′ 18″ nord, 3° 07′ 44″ ouest             | « PA00091405 »                                 | Classé                                         | 1942                                                                           | Lech de Pen-er-Pont |
| Trois croix | Locoal-Mendon                                            | | 47° 42′ 17″ nord, 3° 06′ 17″ ouest             | « PA00091402 »                                 | Inscrit                                        | 1935                                                                           | Image manquante Téléverser |
| Chapelle Saint-Christophe | Lorient                                                  | Impasse de la chapelle Saint-Christophe                                                                               | 47° 45′ 36″ nord, 3° 21′ 52″ ouest             | « PA00091409 »                                 | Inscrit                                        | 1934                                                                           | Chapelle Saint-Christophe |
| Maison Façade avec balcon en fer forgé | Lorient                                                  | 18 rue Jules-Legrand                                                                                                  | 47° 45′ 02″ nord, 3° 21′ 33″ ouest             | « PA00091410 »                                 | Inscrit                                        | 1929                                                                           | MaisonFaçade avec balcon en fer forgé |
| Monument expiatoire de Lorient | Lorient                                                  | Avenue Perrière Rue Jules-Legrand                                                                                     | 47° 44′ 09″ nord, 3° 21′ 58″ ouest             | « PA00091411 »                                 | Inscrit                                        | 1944                                                                           | Monument expiatoire de Lorient |
| Hôtel Gabriel (ancienne préfecture maritime de Lorient) Toitures et façades des deux pavillons situés à droite et à gauche de la grille d'entrée Salle du Conseil | Lorient                                                  | Arsenal | 47° 44′ 44″ nord, 3° 21′ 19″ ouest             | « PA00091412 »                                 | Classé                                         | 1930                                                                           | Hôtel Gabriel (ancienne préfecture maritime de Lorient)Toitures et façades des deux pavillons situés à droite et à gauche de la grille d'entréeSalle du Conseil |
| Église Notre-Dame-de-Joie | Merlevenez                                               | | 47° 44′ 10″ nord, 3° 14′ 06″ ouest             | « PA00091442 »                                 | Classé                                         | 1927                                                                           | Église Notre-Dame-de-Joie |
| Fontaine de Kergornet | Merlevenez                                               | Rue de la Fontaine Maria                                                                                              | 47° 43′ 59″ nord, 3° 14′ 15″ ouest             | « PA00091443 »                                 | Inscrit                                        | 1933                                                                           | Fontaine de Kergornet |
| Chapelle de Locmaria | Nostang                                                  | Rue de la Côte | 47° 44′ 57″ nord, 3° 10′ 41″ ouest             | « PA00091465 »                                 | Classé                                         | 2005                                                                           | Chapelle de Locmaria |
| Chapelle Notre-Dame-de-Légevin | Nostang                                                  | Légevin | 47° 44′ 58″ nord, 3° 09′ 21″ ouest             | « PA00091466 »                                 | Inscrit                                        | 1925                                                                           | Chapelle Notre-Dame-de-Légevin |
| Aiguade Vauban y compris la terrasse et la digue | Le Palais                                                | Belle Fontaine | 47° 19′ 52″ nord, 3° 08′ 33″ ouest             | « PA00091469 »                                 | Classé                                         | 1990                                                                           | Aiguade Vaubany compris la terrasse et la digue |
| Citadelle Façades et toitures de l'ensemble de ses éléments constitutifs Vestiges des casemates réalisées par les architectes de Gondi et de la poudrière souterraine de l'Enveloppe Poudrière circulaire ; Mur de Haute-Boulogne | Le Palais                                                | Haute Boulogne | 47° 20′ 58″ nord, 3° 09′ 17″ ouest             | « PA00091470 »                                 | Inscrit Classé                                 | 1994 2007                                                                      | CitadelleFaçades et toitures de l'ensemble de ses éléments constitutifsVestiges des casemates réalisées par les architectes de Gondi et de la poudrière souterraine de l'EnveloppePoudrière circulaire ; Mur de Haute-Boulogne |
| Corps de garde de Fort Larron | Le Palais                                                | | 47° 19′ 53″ nord, 3° 08′ 35″ ouest             | « PA56000043 »                                 | Inscrit                                        | 2000                                                                           | Corps de garde de Fort Larron |
| Église Saint-Gérand | Le Palais                                                | Rue de l'Église Rue du Paluden                                                                                        | 47° 20′ 49″ nord, 3° 09′ 21″ ouest             | « PA56000074 »                                 | Inscrit                                        | 2015                                                                           | Église Saint-Gérand |
| Enceinte | Le Palais                                                | | 47° 20′ 38″ nord, 3° 09′ 32″ ouest             | « PA56000039 »                                 | Inscrit Classé                                 | 2000 2004                                                                      | Enceinte |
| Fort du Gros Rocher à l'exclusion de la maison du XXe siècle | Le Palais                                                | | 47° 19′ 41″ nord, 3° 07′ 32″ ouest             | « PA56000044 »                                 | Inscrit                                        | 2000                                                                           | Fort du Gros Rocherà l'exclusion de la maison du XXe siècle |
| Fort de Ramonet | Le Palais                                                | | 47° 20′ 33″ nord, 3° 08′ 46″ ouest             | « PA56000040 »                                 | Inscrit                                        | 2000                                                                           | Fort de Ramonet |
| Fort de Taillefer | Le Palais                                                | | 47° 21′ 50″ nord, 3° 09′ 29″ ouest             | « PA56000042 »                                 | Inscrit                                        | 2000                                                                           | Image manquante Téléverser |
| Fortin de Port-Fouquet | Le Palais                                                | | 47° 21′ 37″ nord, 3° 10′ 24″ ouest             | « PA56000041 »                                 | Inscrit                                        | 2000                                                                           | Fortin de Port-Fouquet |
| Retranchement de Borbardoué | Le Palais                                                | | 47° 19′ 42″ nord, 3° 08′ 10″ ouest             | « PA56000038 »                                 | Inscrit                                        | 2000                                                                           | Retranchement de Borbardoué |
| Chapelle de Locmaria | Ploemel                                                  | Locmaria | 47° 38′ 56″ nord, 3° 02′ 49″ ouest             | « PA00091480 »                                 | Inscrit                                        | 1927                                                                           | Chapelle de Locmaria |
| Chapelle Notre-Dame-de-Recouvrance | Ploemel                                                  | Le Bourg | 47° 39′ 03″ nord, 3° 04′ 15″ ouest             | « PA00091486 »                                 | Inscrit                                        | 1925                                                                           | Chapelle Notre-Dame-de-Recouvrance |
| Chapelle Saint-Méen | Ploemel                                                  | Saint-Méen | 47° 40′ 47″ nord, 3° 04′ 22″ ouest             | « PA00091481 »                                 | Inscrit                                        | 1925                                                                           | Chapelle Saint-Méen |
| Croix de Kermarquer | Ploemel                                                  | Route d'Erdeven | 47° 35′ 51″ nord, 3° 02′ 26″ ouest             | « PA00091482 »                                 | Inscrit                                        | 1934                                                                           | Croix de Kermarquer |
| Croix de Locmiquel | Ploemel                                                  | Chemin de la Trinité-sur-Mer                                                                                          | 47° 39′ 05″ nord, 3° 05′ 32″ ouest             | « PA00091483 »                                 | Inscrit                                        | 1934                                                                           | Croix de Locmiquel |
| Croix de Mane-Bley | Ploemel                                                  | Rue de la Grotte | 47° 38′ 52″ nord, 3° 03′ 58″ ouest             | « PA00091484 »                                 | Inscrit                                        | 1935                                                                           | Croix de Mane-Bley |
| Dolmen de Mané-Bogad | Ploemel                                                  | Mané Bogad | 47° 38′ 55″ nord, 3° 05′ 00″ ouest             | « PA00091485 »                                 | Classé                                         | 1931                                                                           | Dolmen de Mané-Bogad |
| Stèle de Guib | Ploemel                                                  | Guib | 47° 39′ 13″ nord, 3° 04′ 44″ ouest             | « PA56000131 »                                 | Inscrit                                        | 2023                                                                           | Image manquante Téléverser |
| Chapelle Sainte-Anne et son calvaire | Ploemeur                                                 | Rue Sainte-Anne Rue Saint-Deron                                                                                       | 47° 44′ 13″ nord, 3° 25′ 27″ ouest             | « PA00091487 »                                 | Inscrit                                        | 1944                                                                           | Chapelle Sainte-Anneet son calvaire |
| Cité provisoire de Soye Baraquement 534.10, dit à la française, baraquement UK 100, dit à l'américaine, le lavoir en ciment et la baraque, dite à la canadienne | Ploemeur                                                 | Domaine de Soye | 47° 44′ 31″ nord, 3° 24′ 37″ ouest             | « PA56000079 » « PA56000089 »                  | Inscrit                                        | 2016, 2019                                                                     | Cité provisoire de SoyeBaraquement 534.10, dit à la française, baraquement UK 100, dit à l'américaine, le lavoir en ciment et la baraque, dite à la canadienne |
| Croix de chemin en schiste de Kerduellic | Ploemeur                                                 | Kerduélic | 47° 44′ 18″ nord, 3° 26′ 37″ ouest             | « PA00091489 »                                 | Inscrit                                        | 1928                                                                           | Croix de chemin en schiste de Kerduellic |
| Croix de chemin en granit de Kerduellic | Ploemeur                                                 | Kerduélic | 47° 44′ 18″ nord, 3° 26′ 37″ ouest             | « PA00091488 »                                 | Inscrit                                        | 1928                                                                           | Croix de chemin en granit de Kerduellic |
| Croix de Kervegan | Ploemeur                                                 | Kerduélic | 47° 44′ 19″ nord, 3° 26′ 49″ ouest             | « PA00091490 »                                 | Inscrit                                        | 1937                                                                           | Croix de Kervegan |
| Chapelle de Locmaria | Plouay                                                   | Locmaria | 47° 53′ 21″ nord, 3° 23′ 46″ ouest             | « PA00091512 »                                 | Inscrit                                        | 1975                                                                           | Chapelle de Locmaria |
| Chapelle Notre-Dame-des-Fleurs | Plouay                                                   | Les Fleurs | 47° 56′ 24″ nord, 3° 16′ 43″ ouest             | « PA00091513 »                                 | Inscrit                                        | 1925 (Porte latérale sud et motifs de sculpture la surmontant) 2019 (totalité) | Chapelle Notre-Dame-des-Fleurs |
| Alignements du Vieux-Moulin | Plouharnel                                               | Le Vieux Moulin | 47° 36′ 23″ nord, 3° 07′ 10″ ouest             | « PA00091517 »                                 | Classé                                         | 1889                                                                           | Alignements du Vieux-Moulin |
| Chapelle Notre-Dame-des-Fleurs | Plouharnel                                               | Rue Notre-Dame-des-Fleurs                                                                                             | 47° 35′ 46″ nord, 3° 06′ 49″ ouest             | « PA00091519 »                                 | Inscrit                                        | 1925                                                                           | Chapelle Notre-Dame-des-Fleurs |
| Chapelle Sainte-Barbe | Plouharnel                                               | Sainte-Barbe | 47° 36′ 24″ nord, 3° 08′ 07″ ouest             | « PA00091520 »                                 | Inscrit                                        | 1925                                                                           | Chapelle Sainte-Barbe |
| Cromlech de Crucuno | Plouharnel                                               | Crucuno | 47° 37′ 27″ nord, 3° 07′ 19″ ouest             | « PA00091521 »                                 | Classé                                         | 1889                                                                           | Cromlech de Crucuno |
| Dolmen de Crucuno | Plouharnel                                               | Crucuno | 47° 37′ 27″ nord, 3° 07′ 36″ ouest             | « PA00091522 »                                 | Classé                                         | 1889                                                                           | Dolmen de Crucuno |
| Dolmen de Gohquer | Plouharnel                                               | Cosquer | 47° 37′ 14″ nord, 3° 06′ 09″ ouest             | « PA00091523 »                                 | Classé                                         | 1889                                                                           | Dolmen de Gohquer |
| Dolmen de Kergavat | Plouharnel                                               | Kervagat | 47° 35′ 46″ nord, 3° 06′ 26″ ouest             | « PA00091524 »                                 | Classé                                         | 1889                                                                           | Dolmen de Kergavat |
| Dolmen de Kergazec | Plouharnel                                               | Kergazec | 47° 37′ 02″ nord, 3° 07′ 43″ ouest             | « PA56000071 »                                 | Classé                                         | 7 mai 1945                                                                     | Image manquante Téléverser |
| Dolmen de Mané-Remor | Plouharnel                                               | Mané Runmeur | 47° 36′ 53″ nord, 3° 07′ 09″ ouest             | « PA00091525 »                                 | Classé                                         | 1889                                                                           | Image manquante Téléverser |
| Dolmen de Runesto | Plouharnel                                               | Runesto | 47° 36′ 32″ nord, 3° 05′ 53″ ouest             | « PA00091526 »                                 | Classé                                         | 1889                                                                           | Dolmen de Runesto |
| Alignement de Sainte-Barbe | Plouharnel                                               | Sainte-Barbe | 47° 36′ 32″ nord, 3° 07′ 59″ ouest             | « PA00091528 »                                 | Classé                                         | 1923                                                                           | Alignement de Sainte-Barbe |
| Quadrilatère de Crucuno | Plouharnel                                               | Crucuno | 47° 37′ 27″ nord, 3° 07′ 19″ ouest             | « PA00091529 »                                 | Classé                                         | 1889                                                                           | Quadrilatère de Crucuno |
| Tête de l'alignement de Sainte-Barbe | Plouharnel                                               | Sainte-Barbe | 47° 36′ 31″ nord, 3° 07′ 54″ ouest             | « PA00091518 »                                 | Classé                                         | 1889                                                                           | Image manquante Téléverser |
| Tumulus de Rondossec | Plouharnel                                               | Rondossec | 47° 36′ 03″ nord, 3° 07′ 01″ ouest             | « PA00091527 »                                 | Classé                                         | 1862                                                                           | Tumulus de Rondossec |
| Alignements du Gueldro | Plouhinec                                                | Les Blés d'Or | 47° 41′ 16″ nord, 3° 15′ 06″ ouest             | « PA00091530 »                                 | Classé                                         | 1963                                                                           | Alignements du Gueldro |
| Menhir du Bourg | Plouhinec                                                | Entre les deux Chemins                                                                                                | 47° 41′ 36″ nord, 3° 15′ 15″ ouest             | « PA00091531 »                                 | Classé                                         | 1964                                                                           | Image manquante Téléverser |
| Menhirs de Men-Roquil | Plouhinec                                                | Kéroué Au-dessus de Boutalec                                                                                          | 47° 41′ 04″ nord, 3° 14′ 41″ ouest             | « PA00091532 »                                 | Classé                                         | 1963                                                                           | Image manquante Téléverser |
| Oppidum de Mané-Coh-Castel | Plouhinec                                                | Le Vieux Passage La Montagne                                                                                          | 47° 40′ 20″ nord, 3° 12′ 24″ ouest             | « PA00091533 »                                 | Inscrit                                        | 1972                                                                           | Oppidum de Mané-Coh-Castel |
| Domaine archéologique de Mané-Véchen | Plouhinec                                                | Le Vieux Passage La Montagne                                                                                          | 47° 40′ 06″ nord, 3° 12′ 55″ ouest             | « PA56000070 »                                 | Classé                                         | 2010                                                                           | Domaine archéologique de Mané-Véchen |
| Chapelle de Gornévec | Plumergat                                                | Gornévec | 47° 42′ 41″ nord, 2° 56′ 52″ ouest             | « PA00091552 »                                 | Inscrit                                        | 1925                                                                           | Chapelle de Gornévec |
| Chapelle Saint-Servais | Plumergat                                                | Rue René-Donias Rue des Trois-Clochers                                                                                | 47° 44′ 31″ nord, 2° 55′ 02″ ouest             | « PA56000075 »                                 | Inscrit                                        | 2015                                                                           | Chapelle Saint-Servais |
| Chapelle de la Trinité | Plumergat                                                | Rue René-Donias Rue des Trois-Clochers                                                                                | 47° 44′ 31″ nord, 2° 55′ 02″ ouest             | « PA00091554 »                                 | Inscrit Inscrit                                | 1925 2015                                                                      | Chapelle de la Trinité |
| Chapelle de la Vraie-Croix de Langroës | Plumergat                                                | Langroix | 47° 43′ 59″ nord, 2° 58′ 18″ ouest             | « PA00091553 »                                 | Inscrit                                        | 1925                                                                           | Chapelle de la Vraie-Croix de Langroës |
| Croix de cimetière de Saint-Thuriau | Plumergat                                                | Le Bourg | 47° 44′ 30″ nord, 2° 55′ 05″ ouest             | « PA00091555 »                                 | Inscrit                                        | 1925                                                                           | Croix de cimetière de Saint-Thuriau |
| Croix de cimetière | Plumergat                                                | Cimetière | 47° 44′ 37″ nord, 2° 54′ 57″ ouest             | « PA00091558 »                                 | Inscrit                                        | 1935                                                                           | Croix de cimetière |
| Croix du Gouah | Plumergat                                                | Rue Anne-de-Bretagne                                                                                                  | 47° 44′ 24″ nord, 2° 54′ 57″ ouest             | « PA00091556 »                                 | Inscrit                                        | 1925                                                                           | Croix du Gouah |
| Croix de la route de Brech | Plumergat                                                | Rue Joseph-Evenas | 47° 44′ 28″ nord, 2° 55′ 15″ ouest             | « PA00091557 »                                 | Inscrit                                        | 1935                                                                           | Croix de la route de Brech |
| Église Saint-Thuriau | Plumergat                                                | Le Bourg | 47° 44′ 31″ nord, 2° 55′ 05″ ouest             | « PA00091559 »                                 | Inscrit Inscrit                                | 1925 2015                                                                      | Église Saint-Thuriau |
| Chapelle Sainte-Avoye | Pluneret                                                 | Sainte-Avoye | 47° 39′ 04″ nord, 2° 56′ 43″ ouest             | « PA00091560 »                                 | Classé                                         | 1932                                                                           | Chapelle Sainte-Avoye |
| Dolmen de Kervingu | Pluneret                                                 | Er-Mané Bransquel | 47° 41′ 12″ nord, 2° 56′ 49″ ouest             | « PA00091561 »                                 | Inscrit                                        | 1969                                                                           | Dolmen de Kervingu |
| Croix percée | Pluneret                                                 | La Croix-Percée | 47° 40′ 46″ nord, 2° 57′ 48″ ouest             | « PA00091660 »                                 | Inscrit                                        | 1937                                                                           | Croix percée |
| Vieux pont suspendu du Bono | Pluneret (également situé sur la commune de le Bono)     | | 47° 38′ 27″ nord, 2° 57′ 13″ ouest             | « PA56000011 »                                 | Inscrit                                        | 1997                                                                           | Vieux pont suspendu du Bono |
| Chapelle Notre-Dame des Orties | Pluvigner                                                | Place Mainlièvre | 47° 46′ 29″ nord, 3° 00′ 39″ ouest             | « PA00091562 »                                 | Inscrit                                        | 1925                                                                           | Chapelle Notre-Dame des Orties |
| Chapelle Saint-Fiacre | Pluvigner                                                | Trélécan | 47° 48′ 12″ nord, 3° 03′ 41″ ouest             | « PA00091563 »                                 | Inscrit                                        | 1925                                                                           | Chapelle Saint-Fiacre |
| Domaine de Kéronic château de Kéronic, façades et toitures de l'ensemble, chapelle Saint-Joseph, murs de clôture et assiette foncière | Pluvigner                                                | | 47° 47′ 29″ nord, 3° 01′ 49″ ouest             | « PA56000082 »                                 | Inscrit                                        | 11 mai 2017,                                                                   | Image manquante Téléverser |
| Église Saint-Guigner Porte sud de la nef | Pluvigner                                                | Place Mainlièvre | 47° 46′ 29″ nord, 3° 00′ 38″ ouest             | « PA00091564 »                                 | Inscrit                                        | 1925                                                                           | Église Saint-GuignerPorte sud de la nef |
| Chapelle Saint-Servais Porte sud | Pont-Scorff                                              | | 47° 50′ 26″ nord, 3° 26′ 08″ ouest             | « PA00091583 »                                 | Inscrit                                        | 1934                                                                           | Chapelle Saint-ServaisPorte sud |
| Maison des Princes de Rohan (actuelle mairie) | Pont-Scorff                                              | 4 place de la Maison des Princes                                                                                      | 47° 50′ 08″ nord, 3° 23′ 57″ ouest             | « PA00091584 »                                 | Classé                                         | 1932                                                                           | Maison des Princes de Rohan (actuelle mairie) |
| Bastion 17 dit Le Papegaut à savoir les deux bâtiments, leurs murs d'enceinte est et ouest et le sol de leurs emprises | Port-Louis                                               | 1 promenade Henri-François-Buffet                                                                                     | 47° 42′ 15″ nord, 3° 21′ 02″ ouest             | « PA56000022 »                                 | Classé                                         | 2023                                                                           | Bastion 17 dit Le Papegautà savoir les deux bâtiments, leurs murs d'enceinte est et ouest et le sol de leurs emprises |
| Citadelle et remparts | Port-Louis                                               | Rue du Fort-de-l'Aigle promenade Henri-François-Buffet                                                                | 47° 42′ 38″ nord, 3° 21′ 50″ ouest             | « PA00091585 »                                 | Inscrit Classé                                 | 1933 1948 1999                                                                 | Citadelle et remparts |
| Esplanades des Pâtis et du Bois d'Amour ainsi que les rues des Bains et de la Citadelle | Port-Louis                                               | Rue des Bains | 47° 42′ 33″ nord, 3° 21′ 39″ ouest             | « PA56000024 »                                 | Inscrit                                        | 1999                                                                           | Esplanades des Pâtis et du Bois d'Amourainsi que les rues des Bains et de la Citadelle |
| Fontaine des Récollets | Port-Louis                                               | Avenue des Etrangers Rue des Récollets                                                                                | 47° 42′ 21″ nord, 3° 21′ 24″ ouest             | « PA00091586 »                                 | Inscrit                                        | 1946                                                                           | Fontaine des Récollets |
| Maison Façades et toitures | Port-Louis                                               | 2 place du Marché | 47° 42′ 29″ nord, 3° 21′ 25″ ouest             | « PA00091588 »                                 | Inscrit                                        | 1946                                                                           | MaisonFaçades et toitures |
| Mairie Façades et toitures | Port-Louis                                               | 36 rue des Dames Ruelle du Marché                                                                                     | 47° 42′ 30″ nord, 3° 21′ 22″ ouest             | « PA00091587 »                                 | Inscrit                                        | 1945                                                                           | MairieFaçades et toitures |
| Maison Façade, toiture et tourelle d'escalier | Port-Louis                                               | 4 Petite-Rue | 47° 42′ 28″ nord, 3° 21′ 14″ ouest             | « PA00091589 »                                 | Inscrit                                        | 1945                                                                           | MaisonFaçade, toiture et tourelle d'escalier |
| Parc à boulets | Port-Louis                                               | Rue de l'Hôpital | 47° 42′ 16″ nord, 3° 21′ 19″ ouest             | « PA56000025 »                                 | Inscrit                                        | 1999                                                                           | Parc à boulets |
| Petite Poudrière avec son mur d'enceinte et son sol d'assise | Port-Louis                                               | 4 promenade Henri-François-Buffet                                                                                     | 47° 42′ 15″ nord, 3° 21′ 05″ ouest             | « PA56000023 »                                 | Classé                                         | 2023                                                                           | Petite Poudrièreavec son mur d'enceinte et son sol d'assise |
| Calvaire | Quéven                                                   | rue du docteur Dieny au sud de l'église paroissiale Saint-Pierre-et-Saint-Paul, à l'emplacement de l'ancien cimetière | 47° 47′ 20″ nord, 3° 24′ 59″ ouest             | « PA00091605 »                                 | Inscrit                                        | 1937                                                                           | Calvaire |
| Dolmens à couloir de Kerroc'h dit Trou des Chouans | Quéven                                                   | Kerroc'h, sur le site du golf                                                                                         | 47° 47′ 57″ nord, 3° 24′ 59″ ouest             | « PA00091603 »                                 | Classé                                         | 1977                                                                           | Dolmens à couloir de Kerroc'hdit Trou des Chouans |
| Allée couverte de la Pointe-de-Guéritte | Quiberon                                                 | La Pointe-de-Guéritte                                                                                                 | 47° 28′ 51″ nord, 3° 08′ 13″ ouest             | « PA00091606 »                                 | Classé                                         | 1931                                                                           | Allée couverte de la Pointe-de-Guéritte |
| Menhirs de Beg-er-Goh-Lannec | Quiberon                                                 | Beg-er-Goh-Lannec | 47° 29′ 00″ nord, 3° 08′ 30″ ouest             | « PA00091613 »                                 | Classé                                         | 1931                                                                           | Menhirs de Beg-er-Goh-Lannec |
| Deuxième menhir de Mané-Meur | Quiberon                                                 | Mané-Meur | 47° 29′ 01″ nord, 3° 08′ 06″ ouest             | « PA00091615 »                                 | Classé                                         | 1927                                                                           | Deuxième menhir de Mané-Meur |
| Dolmen du Conguel | Quiberon                                                 | Conguel | 47° 28′ 25″ nord, 3° 05′ 48″ ouest             | « PA00091607 »                                 | Classé                                         | 1920                                                                           | Image manquante Téléverser |
| Îlot de Toul-Bras | Quiberon                                                 | Toul-Bras | 47° 27′ 54″ nord, 3° 04′ 00″ ouest             | « PA00091608 »                                 | Classé                                         | 1927                                                                           | Îlot de Toul-Bras |
| Menhir couché de Mané-Meur | Quiberon                                                 | Mané-Meur | 47° 28′ 59″ nord, 3° 07′ 55″ ouest             | « PA00091609 »                                 | Classé                                         | 1931                                                                           | Image manquante Téléverser |
| Menhir de Goulvarc'h | Quiberon                                                 | Parc-et-Patouen | 47° 28′ 31″ nord, 3° 05′ 51″ ouest             | « PA00091610 »                                 | Inscrit                                        | 1978                                                                           | Menhir de Goulvarc'h |
| Menhir de la pointe d'Er-Limouzen | Quiberon                                                 | Er Limouzen | 47° 29′ 13″ nord, 3° 08′ 32″ ouest             | « PA00091612 »                                 | Classé                                         | 1931                                                                           | Menhir de la pointe d'Er-Limouzen |
| Menhir de la Pointe-de-Guéritte | Quiberon                                                 | | 47° 28′ 53″ nord, 3° 08′ 12″ ouest             | « PA00091611 »                                 | Classé                                         | 1933                                                                           | Menhir de la Pointe-de-Guéritte |
| Premier menhir de Mané-Meur | Quiberon                                                 | Mané-Meur | 47° 29′ 01″ nord, 3° 08′ 06″ ouest             | « PA00091614 »                                 | Classé                                         | 1889                                                                           | Premier menhir de Mané-Meur |
| Roche naturelle de Roch-Priol | Quiberon                                                 | Chemin du Trion-Derias                                                                                                | 47° 28′ 56″ nord, 3° 06′ 39″ ouest             | « PA00091618 »                                 | Classé                                         | 1920                                                                           | Image manquante Téléverser |
| Roches à cupules de la Pointe-de-Guéritte | Quiberon                                                 | Pointe de Guéritte | 47° 28′ 51″ nord, 3° 08′ 16″ ouest             | « PA00091617 »                                 | Classé                                         | 1931                                                                           | Image manquante Téléverser |
| Roches à cupules de la Pointe Saint-Julien | Quiberon                                                 | La Pointe Saint-Julien                                                                                                | 47° 29′ 45″ nord, 3° 06′ 50″ ouest             | « PA00091616 »                                 | Classé                                         | 1930                                                                           | Image manquante Téléverser |
| Sépulture circulaire de la pointe d'Er-Limouzen | Quiberon                                                 | Er Limouzen | 47° 29′ 16″ nord, 3° 08′ 54″ ouest             | « PA00091619 »                                 | Classé                                         | 1931                                                                           | Image manquante Téléverser |
| Tumulus de Kerniscop | Quiberon                                                 | Kerniscop | 47° 30′ 14″ nord, 3° 09′ 03″ ouest             | « PA00091621 »                                 | Classé                                         | 1931                                                                           | Image manquante Téléverser |
| Tumulus d'Er-Hibelle | Quiberon                                                 | Er-Hibelle | 47° 30′ 12″ nord, 3° 08′ 58″ ouest             | « PA00091620 »                                 | Classé                                         | 1933                                                                           | Image manquante Téléverser |
| Tumulus de Kerguoch | Quiberon                                                 | Kerguoch | 47° 29′ 53″ nord, 3° 08′ 54″ ouest             | « PA00091622 »                                 | Classé                                         | 1931                                                                           | Image manquante Téléverser |
| Chapelle de Locmaria | Quistinic                                                | Locmaria | 47° 55′ 01″ nord, 3° 06′ 25″ ouest             | « PA00091625 »                                 | Inscrit                                        | 1925                                                                           | Chapelle de Locmaria |
| Chapelle Notre-Dame-du-Cloître | Quistinic                                                | Le Cloître | 47° 55′ 56″ nord, 3° 06′ 59″ ouest             | « PA00091626 »                                 | Inscrit                                        | 1973                                                                           | Chapelle Notre-Dame-du-Cloître |
| Château de la Villeneuve-Jacquelot Façades, toitures et escalier d'honneur | Quistinic                                                | Villeneuve-Jacquelot                                                                                                  | 47° 56′ 10″ nord, 3° 06′ 49″ ouest             | « PA00091627 »                                 | Classé                                         | 1970                                                                           | Château de la Villeneuve-JacquelotFaçades, toitures et escalier d'honneur |
| Église Saint-Pierre Clocher | Quistinic                                                | Le Bourg | 47° 54′ 16″ nord, 3° 08′ 06″ ouest             | « PA00091628 »                                 | Inscrit                                        | 1928                                                                           | Église Saint-PierreClocher |
| Monument du comte de Chambord avec l'ensemble de sa statuaire en bronze, ses murs, sa grille et le sol d'assiette de son jardin | Sainte-Anne-d'Auray                                      | Rue Abbé-Allanic | 47° 42′ 19″ nord, 2° 57′ 50″ ouest             | « PA56000090 »                                 | Inscrit                                        | 2019                                                                           | Monument du comte de Chambord avec l'ensemble de sa statuaire en bronze, ses murs, sa grille et le sol d'assiette de son jardin |
| Mémorial des Bretons morts pour la France pendant la Première guerre mondiale | Sainte-Anne-d'Auray                                      | | 47° 42′ 20″ nord, 2° 57′ 16″ ouest             | « PA56000080 »                                 | Inscrit                                        | 2024                                                                           | Image manquante Téléverser |
| Sanctuaire de Sainte-Anne d'Auray Basilique, cloître, Scala sancta, couvent des Carmes, mémorial des Bretons morts pendant la Première Guerre mondiale, chapelle de l'Immaculée-Conception Façades et toitures des bâtiments du sanctuaire, hors groupe scolaire Bassin des Carmes, fontaine Sainte-Anne, statue de Sainte Anne, murs de clôture | Sainte-Anne-d'Auray                                      | | 47° 42′ 15″ nord, 2° 57′ 12″ ouest             | « PA00091658 »                                 | Classé Inscrit                                 | 1983 2024                                                                      | Sanctuaire de Sainte-Anne d'AurayBasilique, cloître, Scala sancta, couvent des Carmes, mémorial des Bretons morts pendant la Première Guerre mondiale, chapelle de l'Immaculée-ConceptionFaçades et toitures des bâtiments du sanctuaire, hors groupe scolaireBassin des Carmes, fontaine Sainte-Anne, statue de Sainte Anne, murs de clôture |
| Fontaine du bourg | Sainte-Hélène                                            | Rue de la Fontaine | 47° 43′ 11″ nord, 3° 12′ 13″ ouest             | « PA00091683 »                                 | Inscrit                                        | 1935                                                                           | Fontaine du bourg |
| Dolmen de Kermané | Saint-Philibert                                          | Le Magouëro Kermané                                                                                                   | 47° 35′ 42″ nord, 2° 59′ 40″ ouest             | « PA00091702 »                                 | Classé                                         | 1927                                                                           | Dolmen de Kermané |
| Dolmen de Kervehennec | Saint-Philibert                                          | Le Petit Kerambel | 47° 35′ 45″ nord, 3° 00′ 39″ ouest             | « PA00091703 »                                 | Classé                                         | 1927                                                                           | Dolmen de Kervehennec |
| Ensemble mégalithique de Mané-Carnaplaye comprenant deux dolmens (dolmen de Kerroch et dolmen nord) et leurs tumulus, un tertre, un talus et un ensemble de menhirs, ainsi que leur sol d’assiette | Saint-Philibert                                          | Kerroch | 47° 35′ 20″ nord, 3° 00′ 23″ ouest             | « PA56000132 »                                 | Inscrit                                        | 2023                                                                           | Image manquante Téléverser |
| Dolmens de Roh-Vras | Saint-Philibert                                          | Kerran | 47° 35′ 54″ nord, 2° 59′ 16″ ouest             | « PA00091704 »                                 | Classé                                         | 1927                                                                           | Dolmens de Roh-Vras |
| Menhir de Men-Milene-de-Pourhos | Saint-Philibert                                          | Kerangoff | 47° 35′ 49″ nord, 2° 59′ 36″ ouest             | « PA00091705 »                                 | Classé                                         | 1927                                                                           | Menhir de Men-Milene-de-Pourhos |
| Alignements de Kerbourgnec | Saint-Pierre-Quiberon                                    | Rue des Menhirs | 47° 31′ 01″ nord, 3° 07′ 43″ ouest             | « PA00091706 »                                 | Classé                                         | 1889                                                                           | Alignements de Kerbourgnec |
| Cromlech de Saint-Pierre | Saint-Pierre-Quiberon                                    | Rue du Cromlec’h | 47° 30′ 57″ nord, 3° 07′ 48″ ouest             | « PA00091707 »                                 | Classé                                         | 1889                                                                           | Cromlech de Saint-Pierre |
| Dolmens du Port-Blanc | Saint-Pierre-Quiberon                                    | Port Blanc | 47° 31′ 26″ nord, 3° 09′ 20″ ouest             | « PA00091709 »                                 | Classé                                         | 1889                                                                           | Dolmens du Port-Blanc |
| Dolmen de Roc-en-Aud | Saint-Pierre-Quiberon                                    | Roc en Aud | 47° 31′ 28″ nord, 3° 08′ 10″ ouest             | « PA00091708 »                                 | Classé                                         | 1889                                                                           | Dolmen de Roc-en-Aud |
| Fort de Penthièvre | Saint-Pierre-Quiberon                                    | Penthièvre | 47° 32′ 35″ nord, 3° 08′ 13″ ouest             | « PA00091710 »                                 | Inscrit                                        | 1933                                                                           | Fort de Penthièvre |
| Île Thinic | Saint-Pierre-Quiberon                                    | Île Thinic | 47° 32′ 01″ nord, 3° 08′ 45″ ouest             | « PA00091711 »                                 | Classé                                         | 1927                                                                           | Île Thinic |
| Îlot de Guernic | Saint-Pierre-Quiberon                                    | La Côte Sauvage | 47° 33′ 10″ nord, 3° 09′ 48″ ouest             | « PA00091712 »                                 | Classé                                         | 1930                                                                           | Îlot de Guernic |
| Tumulus de Beg-en-Aud | Saint-Pierre-Quiberon                                    | Beg en Aud | 47° 31′ 44″ nord, 3° 09′ 37″ ouest             | « PA00091714 »                                 | Classé                                         | 1927                                                                           | Tumulus de Beg-en-Aud |
| Tumulus de Mané-Becker-Noz | Saint-Pierre-Quiberon                                    | Mané Becker Noz | 47° 30′ 46″ nord, 3° 08′ 25″ ouest             | « PA00091713 »                                 | Classé                                         | 1913                                                                           | Image manquante Téléverser |
| Batterie de Port-Blanc y compris les élévations, le corps de garde, les casemates allemandes et le sol de la parcelle d'assiette | Sauzon                                                   | | 47° 22′ 24″ nord, 3° 12′ 58″ ouest             | « PA56000081 »                                 | Inscrit                                        | 2017,                                                                          | Image manquante Téléverser |
| Corps de garde de la Pointe du Cardinal | Sauzon                                                   | | 47° 22′ 41″ nord, 3° 13′ 07″ ouest             | « PA56000047 »                                 | Inscrit                                        | 2000                                                                           | Image manquante Téléverser |
| Fort Sarah Bernhardt | Sauzon                                                   | | 47° 23′ 09″ nord, 3° 14′ 58″ ouest             | « PA56000046 »                                 | Inscrit                                        | 2000                                                                           | Fort Sarah Bernhardt |
| Menhirs Jean et Jeanne de Kerledan | Sauzon                                                   | La Terre de Jean La Terre de Jeanne                                                                                   | 47° 20′ 33″ nord, 3° 13′ 17″ ouest             | « PA00091735 »                                 | Classé                                         | 1943                                                                           | Menhirs Jean et Jeanne de Kerledan |
| Tumulus de la Lande du Semis | Sauzon                                                   | Le Semis | 47° 20′ 53″ nord, 3° 14′ 32″ ouest             | « PA00091734 »                                 | Inscrit                                        | 1983                                                                           | Tumulus de la Lande du Semis |
| Alignements du Petit-Ménec | La Trinité-sur-Mer                                       | Kerlescan | 47° 36′ 16″ nord, 3° 02′ 26″ ouest             | « PA00091765 »                                 | Classé                                         | 1889                                                                           | Alignements du Petit-Ménec |
| Allée couverte d'Er-Roh | La Trinité-sur-Mer                                       | Mané-Roullard | 47° 35′ 28″ nord, 3° 01′ 56″ ouest             | « PA00091766 »                                 | Classé                                         | 1929                                                                           | Allée couverte d'Er-Roh |
| Dolmen et ciste de Penher | La Trinité-sur-Mer                                       | Le Penher | 47° 35′ 50″ nord, 3° 01′ 59″ ouest             | « PA56000137 »                                 | Inscrit                                        | 2023                                                                           | Image manquante Téléverser |
| Dolmen de Kermarker | La Trinité-sur-Mer                                       | Kermarquer | 47° 35′ 51″ nord, 3° 02′ 27″ ouest             | « PA00091769 »                                 | Classé                                         | 1899                                                                           | Dolmen de Kermarker |
| Dolmen de Mané Rohr | La Trinité-sur-Mer                                       | Kerdro-Vihan | 47° 34′ 57″ nord, 3° 01′ 57″ ouest             | « PA00091767 »                                 | Classé                                         | 1947                                                                           | Dolmen de Mané Rohr |
| Dolmens de Kervilor er Rohec et leurs tumulus | La Trinité-sur-Mer                                       | Anse de Kervilor | 47° 35′ 57″ nord, 3° 02′ 15″ ouest             | « PA56000136 »                                 | Inscrit                                        | 2023                                                                           | Image manquante Téléverser |
| Dolmens de Mané-Kervilor | La Trinité-sur-Mer                                       | Kervilor | 47° 35′ 57″ nord, 3° 02′ 15″ ouest             | « PA00091768 »                                 | Classé                                         | 1927                                                                           | Dolmens de Mané-Kervilor |
| Tumulus d'Er-Velenc-Losquet | La Trinité-sur-Mer                                       | Er-Velenc-Losquet Kerdeneven                                                                                          | 47° 36′ 03″ nord, 3° 02′ 26″ ouest             | « PA00091770 »                                 | Classé                                         | 1931                                                                           | Image manquante Téléverser |

## Anciens monuments historiques
| Monument                                                         | Commune | Adresse       | Coordonnées                        | Notice         | Protection      | Date      | Illustration                                                    |
| ---------------------------------------------------------------- | ------- | ------------- | ---------------------------------- | -------------- | --------------- | --------- | --------------------------------------------------------------- |
| Tumulus d'Er-Run-Bras                                            | Erdeven | Saint-Germain | 47° 38′ 48″ nord, 3° 11′ 01″ ouest | « PA00091188 » | Classé Déclassé | 1926 1967 | Tumulus d'Er-Run-Bras                                           |
| Chapelle de la Trinité Nef, transept et chœur (détruite en 1944) | Quéven  | La Trinité    | 47° 46′ 57″ nord, 3° 26′ 05″ ouest | « PA00091604 » | Inscrit Radié   | 1933 2014 | Chapelle de la Trinité Nef, transept et chœur(détruite en 1944) |